# Nogomet na OI 2020. – muškarci
Muški nogometni turnir na OI 2020. u Tokiju održao se od 21. srpnja do 7. kolovoza 2021. u Japanu. Utakmice su se igrale u Tokiju, Kashimi, Saitami, Sapporu, Rifuu i Yokohami.

## Medaljisti
| Kategorija | Zlato | Srebro | Bronca |
| ---------- | --- | --- | --- |
| Muškarci   | Santos Gabriel Menino Diego Carlos Ricardo Graça Douglas Luiz Guilherme Arana Paulinho Bruno Guimarães Matheus Cunha Richarlison Antony Brenno Dani Alves Bruno Fuchs Nino Abner Malcom Matheus Henrique Reinier Claudinho Gabriel Martinelli Lucão | Unai Simón Óscar Mingueza Marc Cucurella Pau Torres Jesús Vallejo Martín Zubimendi Marco Asensio Mikel Merino Rafa Mir Dani Ceballos Mikel Oyarzabal Eric García Álvaro Fernández Carlos Soler Jon Moncayola Pedri Javi Puado Óscar Gil Dani Olmo Juan Miranda Bryan Gil Iván Villar | Luis Malagón Jorge Sánchez César Montes Jesús Angulo Johan Vásquez Vladimir Loroña Luis Romo Carlos Rodríguez Henry Martín Diego Lainez Alexis Vega Adrián Mora Guillermo Ochoa Érick Aguirre Uriel Antuna José Joaquín Esquivel Sebastián Córdova Eduardo Aguirre Ricardo Angulo Fernando Beltrán Roberto Alvarado Sebastián Jurado |

## Grupna faza

### Grupa A
| Pol. | Momčad    | Uta. | Pob. | Izj. | Por. | PoG | PrG | GR | Bod. | Nastavak natjecanja   |
| ---- | --------- | ---- | ---- | ---- | ---- | --- | --- | -- | ---- | --------------------- |
| 1.   | Japan     | 3    | 3    | 0    | 0    | 7   | 1   | +6 | 9    | Plasman u nokaut fazu |
| 2.   | Meksiko   | 3    | 2    | 0    | 1    | 8   | 3   | +5 | 6    | Plasman u nokaut fazu |
| 3.   | Francuska | 3    | 1    | 0    | 2    | 5   | 11  | –6 | 3    |                       |
| 4.   | JAR       | 3    | 0    | 0    | 3    | 3   | 8   | –5 | 0    |                       |

| 22. srpnja 2021. 17:00 (UTC+9)                |                  |                   |                          |
| Meksiko                                       | 4:1              | Francuska         | Tokio Sudac: Chris Beath |
| Vega 47' Córdova 55' Antuna 80' Aguirre 90+1' | Tokio 2020. FIFA | Gignac 69' (pen.) | Tokio Sudac: Chris Beath |

| 22. srpnja 2021. 20:00 (UTC+9) |                  |     |                               |
| Japan                          | 1:0              | JAR | Tokio Sudac: Jesús Valenzuela |
| Kubo 71'                       | Tokio 2020. FIFA |     | Tokio Sudac: Jesús Valenzuela |

| 25. srpnja 2021. 17:00 (UTC+9)             |                  |                                      |                             |
| Francuska                                  | 4:3              | JAR                                  | Saitama Sudac: Kevin Ortega |
| Gignac 57', 78', 86' (pen.) Savanier 90+3' | Tokio 2020. FIFA | Kodisang 53' Makgopa 73' Mokoena 82' | Saitama Sudac: Kevin Ortega |

| 25. srpnja 2021. 20:00 (UTC+9) |                  |              |                                  |
| Japan                          | 2:1              | Meksiko      | Saitama Sudac: Artur Soares Dias |
| Kubo 6' Dōan 11' (pen.)        | Tokio 2020. FIFA | Alvarado 85' | Saitama Sudac: Artur Soares Dias |

| 28. srpnja 2021. 20:30 (UTC+9) |                  |                                            |                             |
| Francuska                      | 0:4              | Japan                                      | Yokohama Sudac: Iván Barton |
|                                | Tokio 2020. FIFA | Kubo 27' Sakai 34' Miyoshi 70' Maeda 90+1' | Yokohama Sudac: Iván Barton |

| 28. srpnja 2021. 20:30 (UTC+9) |                  |                                |                               |
| JAR                            | 0:3              | Meksiko                        | Sapporo Sudac: Matthew Conger |
|                                | Tokio 2020. FIFA | Vega 18' Romo 45+1' Martín 60' | Sapporo Sudac: Matthew Conger |

### Grupa B
| Pol. | Momčad       | Uta. | Pob. | Izj. | Por. | PoG | PrG | GR | Bod. | Nastavak natjecanja   |
| ---- | ------------ | ---- | ---- | ---- | ---- | --- | --- | -- | ---- | --------------------- |
| 1.   | Južna Koreja | 3    | 2    | 0    | 1    | 10  | 1   | +9 | 6    | Plasman u nokaut fazu |
| 2.   | Novi Zeland  | 3    | 1    | 1    | 1    | 3   | 3   | 0  | 4    | Plasman u nokaut fazu |
| 3.   | Rumunjska    | 3    | 1    | 1    | 1    | 1   | 4   | –3 | 4    |                       |
| 4.   | Honduras     | 3    | 1    | 0    | 2    | 3   | 9   | –6 | 3    |                       |

| 22. srpnja 2021. 17:00 (UTC+9) |                  |              |                             |
| Novi Zeland                    | 1:0              | Južna Koreja | Kashima Sudac: Victor Gomes |
| Wood 70'                       | Tokio 2020. FIFA |              | Kashima Sudac: Victor Gomes |

| 22. srpnja 2021. 20:00 (UTC+9) |                  |                  |                                |
| Honduras                       | 0:1              | Rumunjska        | Kashima Sudac: Leodán González |
|                                | Tokio 2020. FIFA | Oliva 45+1' (a.) | Kashima Sudac: Leodán González |

| 25. srpnja 2021. 17:00 (UTC+9) |                  |                                       |                              |
| Novi Zeland                    | 2:3              | Honduras                              | Kashima Sudac: Orel Grinfeld |
| Cacace 10' Wood 49'            | Tokio 2020. FIFA | Palma 45+1' Obregon Jr. 78' Rivas 87' | Kashima Sudac: Orel Grinfeld |

| 25. srpnja 2021. 20:00 (UTC+9) |                  |                                                            |                                 |
| Rumunjska                      | 0:4              | Južna Koreja                                               | Kashima Sudac: Jesús Valenzuela |
|                                | Tokio 2020. FIFA | Marin 27' (a.) Um Won-sang 59' Lee Kang-in 84' (pen.), 90' | Kashima Sudac: Jesús Valenzuela |

| 28. srpnja 2021. 17:30 (UTC+9) |                  |             |                             |
| Rumunjska                      | 0:0              | Novi Zeland | Sapporo Sudac: Kevin Ortega |
|                                | Tokio 2020. FIFA |             | Sapporo Sudac: Kevin Ortega |

| 28. srpnja 2021. 17:30 (UTC+9)                                                                 |                  |          |                                |
| Južna Koreja                                                                                   | 6:0              | Honduras | Yokohama Sudac: Georgi Kabakov |
| Hwang Ui-jo 12' (pen.), 45+5', 52' (pen.) Won Du-jae 19' (pen.) Kim Jin-ya 64' Lee Kang-in 82' | Tokio 2020. FIFA |          | Yokohama Sudac: Georgi Kabakov |

### Grupa C
| Pol. | Momčad     | Uta. | Pob. | Izj. | Por. | PoG | PrG | GR | Bod. | Nastavak natjecanja   |
| ---- | ---------- | ---- | ---- | ---- | ---- | --- | --- | -- | ---- | --------------------- |
| 1.   | Španjolska | 3    | 1    | 2    | 0    | 2   | 1   | +1 | 5    | Plasman u nokaut fazu |
| 2.   | Egipat     | 3    | 1    | 1    | 1    | 2   | 1   | +1 | 4    | Plasman u nokaut fazu |
| 3.   | Argentina  | 3    | 1    | 1    | 1    | 2   | 3   | –1 | 4    |                       |
| 4.   | Australija | 3    | 1    | 0    | 2    | 2   | 3   | –1 | 3    |                       |

| 22. srpnja 2021. 16:30 (UTC+9) |                  |            |                                |
| Egipat                         | 0:0              | Španjolska | Sapporo Sudac: Adham Makhadmeh |
|                                | Tokio 2020. FIFA |            | Sapporo Sudac: Adham Makhadmeh |

| 22. srpnja 2021. 19:30 (UTC+9) |                  |                     |                                |
| Argentina                      | 0:2              | Australija          | Sapporo Sudac: Srđan Jovanović |
|                                | Tokio 2020. FIFA | Wales 14' Tilio 80' | Sapporo Sudac: Srđan Jovanović |

| 25. srpnja 2021. 16:30 (UTC+9) |                  |            |                               |
| Egipat                         | 0:1              | Argentina  | Sapporo Sudac: Georgi Kabakov |
|                                | Tokio 2020. FIFA | Medina 52' | Sapporo Sudac: Georgi Kabakov |

| 22. srpnja 2021. 19:30 (UTC+9) |                  |               |                                      |
| Australija                     | 0:1              | Španjolska    | Sapporo Sudac: Bamlak Tessema Weyesa |
|                                | Tokio 2020. FIFA | Oyarzabal 81' | Sapporo Sudac: Bamlak Tessema Weyesa |

| 28. srpnja 2021. 20:00 (UTC+9) |                  |                         |                               |
| Australija                     | 0:2              | Egipat                  | Rifu Sudac: Artur Soares Dias |
|                                | Tokio 2020. FIFA | Rayyan 44' A. Hamdy 85' | Rifu Sudac: Artur Soares Dias |

| 28. srpnja 2021. 20:00 (UTC+9) |                  |              |                              |
| Španjolska                     | 1:1              | Argentina    | Saitama Sudac: Ismail Elfath |
| Merino 66'                     | Tokio 2020. FIFA | Belmonte 87' | Saitama Sudac: Ismail Elfath |

### Grupa D
| Pol. | Momčad            | Uta. | Pob. | Izj. | Por. | PoG | PrG | GR | Bod. | Nastavak natjecanja   |
| ---- | ----------------- | ---- | ---- | ---- | ---- | --- | --- | -- | ---- | --------------------- |
| 1.   | Brazil            | 3    | 2    | 1    | 0    | 7   | 3   | +4 | 7    | Plasman u nokaut fazu |
| 2.   | Obala Bjelokosti  | 3    | 1    | 2    | 0    | 3   | 2   | +1 | 5    | Plasman u nokaut fazu |
| 3.   | Njemačka          | 3    | 1    | 1    | 1    | 6   | 7   | –1 | 4    |                       |
| 4.   | Saudijska Arabija | 3    | 0    | 0    | 3    | 4   | 8   | –4 | 0    |                       |

| 22. srpnja 2021. 17:30      |                  |                   |                                |
| Obala Bjelokosti            | 2:1              | Saudijska Arabija | Yokohama Sudac: Matthew Conger |
| Al-Amri 39' (a.) Kessié 66' | Tokio 2020. FIFA | Al-Dawsari 44'    | Yokohama Sudac: Matthew Conger |

| 22. srpnja 2021. 20:30                  |                  |                    |                             |
| Brazil                                  | 4:2              | Njemačka           | Yokohama Sudac: Iván Barton |
| Richarlison 7', 22', 30' Paulinho 90+5' | Tokio 2020. FIFA | Amiri 57' Ache 84' | Yokohama Sudac: Iván Barton |

| 25. srpnja 2021. 17:30 |                  |                  |                               |
| Brazil                 | 0:0              | Obala Bjelokosti | Yokohama Sudac: Ismail Elfath |
|                        | Tokio 2020. FIFA |                  | Yokohama Sudac: Ismail Elfath |

| 25. srpnja 2021. 20:30 |                  |                                 |                              |
| Saudijska Arabija      | 2:3              | Njemačka                        | Yokohama Sudac: Victor Gomes |
| Al-Najei 30', 50'      | Tokio 2020. FIFA | Amiri 11' Ache 43' Uduokhai 75' | Yokohama Sudac: Victor Gomes |

| 28. srpnja 2021. 17:00 |                  |                                  |                                      |
| Saudijska Arabija      | 1:3              | Brazil                           | Saitama Sudac: Bamlak Tessema Weyesa |
| Al-Amri 27'            | Tokio 2020. FIFA | Cunha 14' Richarlison 76', 90+1' | Saitama Sudac: Bamlak Tessema Weyesa |

| 28. srpnja 2021. 17:00 |                  |                  |                             |
| Njemačka               | 1:1              | Obala Bjelokosti | Rifu Sudac: Leodán González |
| Löwen 73'              | Tokio 2020. FIFA | Henrichs 69' (a) | Rifu Sudac: Leodán González |

## Nokaut faza
|  | Četvrtfinale          | Četvrtfinale          |                        |       | Polufinale   | Polufinale   |  |  | Finale                | Finale |
|  |                       |                       |                        |       |              |              |  |  |                       |        |
|  | 31. srpnja – Yokohama |                       |                        |       |              |              |  |  |                       |        |
|  |                       |                       |                        |       |              |              |  |  |                       |        |
|  | Južna Koreja          | 3                     |                        |       |              |              |  |  |                       |        |
|  | Južna Koreja          | 3                     | 3. kolovoza – Kashima  |       |              |              |  |  |                       |        |
|  | Meksiko               | 6                     |                        |       |              |              |  |  |                       |        |
|  | Meksiko               | 6                     | Meksiko                | 0 (1) |              |              |  |  |                       |        |
|  | 31. srpnja – Saitama  |                       | Meksiko                | 0 (1) |              |              |  |  |                       |        |
|  |                       | Brazil (pen.)         | 0 (4)                  |       |              |              |  |  |                       |        |
|  | Brazil                | Brazil (pen.)         | 0 (4)                  | 1     |              |              |  |  |                       |        |
|  | Brazil                |                       | 7. kolovoza – Yokohama | 1     |              |              |  |  |                       |        |
|  | Egipat                | 0                     |                        |       |              |              |  |  |                       |        |
|  | Egipat                | 0                     | Brazil (pr.)           | 2     |              |              |  |  |                       |        |
|  | 31. srpnja – Kashima  |                       | Brazil (pr.)           | 2     |              |              |  |  |                       |        |
|  |                       | Španjolska            | 1                      |       |              |              |  |  |                       |        |
|  | Japan (pen.)          | Španjolska            | 1                      | 0 (4) |              |              |  |  |                       |        |
|  | Japan (pen.)          | 3. kolovoza – Saitama |                        | 0 (4) |              |              |  |  |                       |        |
|  | Novi Zeland           | 0 (2)                 |                        |       |              |              |  |  |                       |        |
|  | Novi Zeland           | 0 (2)                 | Japan                  | 0     | Treće mjesto | Treće mjesto |  |  |                       |        |
|  | 31. srpnja – Rifu     |                       | Japan                  | 0     | Treće mjesto | Treće mjesto |  |  |                       |        |
|  |                       | Španjolska (pr.)      | 1                      |       |              |              |  |  |                       |        |
|  | Španjolska (pr.)      | Španjolska (pr.)      | 1                      | 5     | Meksiko      | 3            |  |  |                       |        |
|  | Španjolska (pr.)      |                       |                        | 5     | Meksiko      | 3            |  |  |                       |        |
|  | Obala Bjelokosti      | 2                     |                        | Japan | 1            |              |  |  |                       |        |
|  | Obala Bjelokosti      | 2                     |                        |       | 1            |              |  |  |                       |        |
|  |                       |                       |                        |       |              |              |  |  | 6. kolovoza – Saitama |        |
|  |                       |                       |                        |       |              |              |  |  |                       |        |

### Četvrtfinale
| 31. srpnja 2021. 17:00 (UTC+9)                        |                  |                         |                              |
| Španjolska                                            | 5:2 (produžetci) | Obala Bjelokosti        | Rifu Sudac: Jesús Valenzuela |
| Olmo 30' Mir 90+3', 117', 120+1' Oyarzabal 98' (pen.) | Tokio 2020. FIFA | Bailly 10' Gradel 90+1' | Rifu Sudac: Jesús Valenzuela |

| 31. srpnja 2021. 18:00 (UTC+9) |                  |             |                              |
| Japan                          | 0:0 (produžetci) | Novi Zeland | Kashima Sudac: Ismail Elfath |
|                                | Tokio 2020. FIFA |             | Kashima Sudac: Ismail Elfath |

|                               |     | jedanaesterci              |  |  |
| Ueda Itakura Nakayama Yoshida | 4:2 | Wood Cacace Lewis McCowatt |  |  |
|                               |     |                            |  |  |

| 31. srpnja 2021. 19:00 (UTC+9) |                  |        |                            |
| Brazil                         | 1:0              | Egipat | Saitama Sudac: Chris Beath |
| Cunha 37'                      | Tokio 2020. FIFA |        | Saitama Sudac: Chris Beath |

| 31. srpnja 2021. 20:00 (UTC+9)             |                  |                                                         |                               |
| Južna Koreja                               | 3:6              | Meksiko                                                 | Yokohama Sudac: Orel Grinfeld |
| Lee Dong-gyeong 20', 51' Hwang Ui-jo 90+1' | Tokio 2020. FIFA | Martín 12' Romo 30' Córdova 39' (pen.), 63' Aguirre 84' | Yokohama Sudac: Orel Grinfeld |

### Polufinale
| 3. kolovoza 2021. 17:00 (UTC+9) |                  |        |                               |
| Meksiko                         | 0:0 (produžetci) | Brazil | Kashima Sudac: Georgi Kabakov |
|                                 | Tokio 2020. FIFA |        | Kashima Sudac: Georgi Kabakov |

|                           |     | jedanaesterci                      |  |  |
| Aguirre Vásquez Rodríguez | 1:4 | Alves Martinelli Guimarães Reinier |  |  |
|                           |     |                                    |  |  |

| 3. kolovoza 2021. 20:00 (UTC+9) |                  |              |                             |
| Japan                           | 0:1 (produžetci) | Španjolska   | Saitama Sudac: Kevin Ortega |
|                                 | Tokio 2020. FIFA | Asensio 115' | Saitama Sudac: Kevin Ortega |

### Utakmica za brončanu medalju
| 6. kolovoza 2021. 20:00 (UTC+9)         |                  |            |                                      |
| Meksiko                                 | 3:1              | Japan      | Saitama Sudac: Bamlak Tessema Weyesa |
| Córdova 13' (pen.) Vásquez 22' Vega 58' | Tokio 2020. FIFA | Mitoma 78' | Saitama Sudac: Bamlak Tessema Weyesa |

### Utakmica za zlatnu medalju
| 7. kolovoza 2021. 20:30 (UTC+9) |                  |               |                             |
| Brazil                          | 2:1 (produžetci) | Španjolska    | Yokohama Sudac: Chris Beath |
| Cunha 45+2' Malcom 108'         | Tokio 2020. FIFA | Oyarzabal 61' | Yokohama Sudac: Chris Beath |

## Statistika

### Strijelci
Zabijena su 93 gola u 32 utakmice. Prosječan broj golova po utakmici iznosi 2,91.
5 gola:
- Richarlison

4 gola:
- André-Pierre Gignac
- Hwang Ui-jo
- Sebastián Córdova

3 gola:
- Matheus Cunha
- Takefusa Kubo
- Lee Kang-in
- Alexis Vega
- Rafa Mir
- Mikel Oyarzabal

- Henry Martín

2 gola:
- Lee Dong-gyeong
- Eduardo Aguirre
- Chris Wood
- Ragnar Ache
- Nadiem Amiri
- Sami Al-Najei

- Luis Romo

1 gol:
- Tomás Belmonte
- Facundo Medina
- Marco Tilio
- Lachlan Wales
- Malcom
- Paulinho
- Mahmoud Hamdy
- Ahmed Yasser Rayyan
- Téji Savanier
- Juan Carlos Obregón Jr.
- Luis Palma
- Rigoberto Rivas
- Daizen Maeda
- Koji Miyoshi
- Hiroki Sakai
- Kim Jin-ya
- Um Won-sang
- Won Du-jae
- Salem Al-Dawsari
- Kobamelo Kodisang
- Evidence Makgopa
- Teboho Mokoena
- Roberto Alvarado
- Uriel Antuna
- Johan Vásquez
- Liberato Cacace
- Eduard Löwen
- Felix Uduokhai
- Eric Bailly
- Max Gradel
- Franck Kessié
- Abdulelah Al-Amri
- Salem Al-Dawsari
- Marco Asensio
- Mikel Merino
- Dani Olmo

- Ritsu Dōan

1 autogol:
- Elvin Oliva (protiv Rumunjske)
- Benjamin Henrichs (protiv Obale Bjelokosti)
- Marius Marin (protiv Južne Koreje)

- Abdulelah Al-Amri (protiv Obale Bjelokosti)

## Vanjske poveznice
- Olympic Football Tournaments Tokyo 2020 – Men  Arhivirana inačica izvorne stranice od 2. siječnja 2021. (Wayback Machine), FIFA.com